# Campeonato Mundial de Curling Femenino de 1997
El XIX Campeonato Mundial de Curling Femenino se celebró en Berna (Suiza) entre el 12 y el 20 de abril de 1997 bajo la organización de la Federación Mundial de Curling (WCF) y la Federación Suiza de Curling.
Las competiciones se realizaron en el Estadio Allmend de la ciudad suiza.

## Tabla de posiciones
| Pos | Equipo         | G | P | G–P |
| --- | -------------- | - | - | --- |
| 1   | Canadá         | 8 | 1 | –   |
| 2   | Noruega        | 7 | 2 | –   |
| 3   | Japón          | 6 | 3 | –   |
| 4   | Dinamarca      | 5 | 4 | 1–0 |
| 5   | Suecia         | 5 | 4 | 0–1 |
| 6   | Alemania       | 4 | 5 | 1–0 |
| 7   | Estados Unidos | 4 | 5 | 0–1 |
| 8   | Finlandia      | 2 | 7 | –   |
| 9   | Escocia        | 2 | 7 | –   |
| 10  | Suiza          | 2 | 7 | –   |

## Cuadro final
|  | Semifinales | Semifinales |   |           | Final        | Final |  |
|  |             |             |   |           |              |       |  |
|  |             |             |   |           |              |       |  |
|  | Canadá      | 5           |   |           |              |       |  |
|  | Dinamarca   | 2           |   |           |              |       |  |
|  |             |             |   |           |              |       |  |
|  |             |             |   |           |              |       |  |
|  |             |             |   |           | Canadá       | 8     |  |
|  |             | Noruega     | 4 |           |              |       |  |
|  |             |             |   |           |              |       |  |
|  |             |             |   |           |              |       |  |
|  |             |             |   |           | Tercer lugar |       |  |
|  |             |             |   |           |              |       |  |
|  | Noruega     | 12          |   | Dinamarca | 7            |       |  |
|  | Japón       | 5           |   |           | Japón        | 6     |  |